# ایگناز برندانر
ایگناز برندانر (انگلیسی: Ignaz Berndaner؛ زادهٔ ۴ july ۱۹۵۴ (۷۰ سال)) ورزشکار هاکی روی یخ اهل آلمان است.
وی در مسابقات کشوری و بین‌المللی در مجموع برندهٔ ۱ مدال برنز شده‌است.